# Sérgio Mascarenhas
Sérgio Mascarenhas de Oliveira (Rio de Janeiro, 2 de maio de 1928 – Ribeirão Preto, 31 de maio de 2021) foi um físico-químico, pesquisador e professor universitário brasileiro.
Presidente de honra da Sociedade Brasileira para o Progresso da Ciência e Grande oficial da Ordem Nacional do Mérito Científico (1998), Sérgio realizou pesquisas relevantes em diversas áreas, como na medicina, além de ter sido o responsável por trazer um grande desenvolvimento social, científico e tecnológico para o Brasil. Foi fundador da Universidade Federal de São Carlos e da Embrapa Instrumentação.
Membro titular da Academia Brasileira de Ciências, Sérgio foi professor visitante de algumas das principais universidades do mundo, como Princeton, Harvard e MIT.

## Biografia
Sérgio nasceu na capital fluminense em 1928. Graduou-se em química pela Faculdade Nacional de Filosofia em 1951 e em física pela Universidade do Estado do Rio de Janeiro no ano seguinte. Foi aluno de cientistas de porte como César Lattes, Álvaro Alberto e Joaquim da Costa Ribeiro.
Após um período como professor nos Estados Unidos, decidiu ir para São Carlos, cidade do interior de São Paulo. Foi convidado para ser professor em Princeton, mas recusou a oferta – preferiu “tentar fazer a diferença no Brasil” (Como ele mesmo diz, “Cientista deve exercer sua função social”). Participou da escola de engenharia da USP e lá criou o Instituto de Física e Química da USP de São Carlos.
Quando o médico, industrial e político Ernesto Pereira Lopes quis criar uma universidade federal em São Carlos, reunindo várias escolas já existentes, recebeu de Mascarenhas uma ideia diferente: a de fazer uma universidade a partir do zero, abrindo as portas para áreas de conhecimento pouco exploradas pela ciência do Brasil até então – como a física do estado sólido. Ernesto não só concordou como o chamou para ser reitor dessa universidade, a Universidade Federal de São Carlos (UFSCar) em 1968. Em 1972, Mascarenhas criou a primeira Engenharia de Materiais da América Latina, na UFSCar.
Dez anos depois da criação do Instituto de Física e Química de São Carlos, colaborou na criação da Unidade de Apoio à Pesquisa e Desenvolvimento de Instrumentação - UAPDIA da Embrapa, hoje Embrapa Instrumentação. Lá desenvolveu, junto com Silvio Crestana, um sistema de tomografia de solo pioneiro no mundo.
Em 2005, Mascarenhas foi diagnosticado com a doença hidrocefalia. Indignado com os métodos invasivos da medicina para o tratamento – o crânio do paciente deveria ser perfurado para medir a pressão intracraniana - decidiu pesquisar novas formas de fazer esta medição, o que resultou em um novo método muito menos invasivo, no qual um aparelho é colocado no couro cabeludo do paciente. Esse projeto que revolucionou o tratamento de hidrocefalia, tumores cerebrais e traumatismo craniano foi desenvolvido em conjunto com a FAPESP e a Organização Mundial de Saúde, na faculdade de medicina da USP de Ribeirão Preto.
Além dessas realizações, ainda fundou o Instituto de Estudos Avançados de São Carlos, da USP, o Instituto de Pesquisas Adib Jatene e o Programa Internacional de Estudos e Projetos para a América Latina – PIEPAL.
Atualmente Mascarenhas propõe a criação do curso universitário de Engenharia de Sistemas Complexos, inexistente no Brasil.
Em 2020, mostrou-se preocupado com a situação da ciência no país.
| “ | Dizer como estão dizendo atualmente que o Brasil não precisa de ciência básica é não conhecer nada da evolução da humanidade. Da pesquisa básica nasce a ciência aplicada. O Brasil se não for pelo caminho da ciência, da computação, da inteligência artificial, da robótica, nanotecnologia, vai ficar cada vez mais colonizado pela tecnologia alheia [...] O caminho para o desenvolvimento passa pela tecnologia, educação e empreendedorismo. | ” |

## Morte
Sérgio morreu em 31 de maio de 2021, em Ribeirão Preto, aos 93 anos. Foi internado dia 29 de maio de 2021, e foi para UTI dia 30. Entre 30 de maio e 31 de maio, teve quatro paradas cardiorrespiratórias e foi entubado, portanto, por volta das 20h30, teve mais uma parada cardíaca, mas não resistiu.

## Prêmios e honrarias
Em 2019 foi agraciado com o prêmio Joaquim da Costa Ribeiro, que é outorgado pela Sociedade Brasileira de Física a "pesquisadores com reconhecida contribuição ao longo de sua carreira para a Física da Matéria Condensada e de Materiais no Brasil".